# Jaylen Martin
Jaylen Amir Martin (Quincy, 28 gennaio 2004) è un cestista statunitense, professionista nella NBA.

## Carriera
Dopo la high school, nonostante le proposte di recruitment di diverse università, decide di giocare per gli YNG Dreamerz nella Overtime Elite, dove rimane un anno. Nel 2023 si dichiara per il Draft NBA, non venendo però scelto. Trascorre quindi un anno in G League giocando per i Westchester Knicks, per poi, nel 2024, firmare un two-way contract con i Brooklyn Nets, venendo poi associato ai Long Island Nets.

## Statistiche

### Overtime Elite
| Anno      | Squadra      | PG | PT | MP   | TC%  | 3P%  | TL%  | RP  | AP  | PRP | SP  | PP   |
| --------- | ------------ | -- | -- | ---- | ---- | ---- | ---- | --- | --- | --- | --- | ---- |
| 2022-2023 | YNG Dreamerz | 10 | -  | 23,3 | 37,6 | 26,7 | 76,6 | 5,9 | 1,4 | 1,6 | 0,7 | 14,0 |
| Carriera  | Carriera     | 10 | -  | 23,3 | 37,6 | 26,7 | 76,6 | 5,9 | 1,4 | 1,6 | 0,7 | 14,0 |

### NBA

#### Regular Season
| Anno      | Squadra       | PG | PT | MP   | TC%  | 3P%  | TL%  | RP  | AP  | PRP | SP  | PP  |
| --------- | ------------- | -- | -- | ---- | ---- | ---- | ---- | --- | --- | --- | --- | --- |
| 2024-2025 | Brooklyn Nets | 3  | 0  | 1,7  | 50,0 | 100  | -    | 0,0 | 0,0 | 0,0 | 0,0 | 1,0 |
| 2024-2025 | Wash. Wizards | 13 | 0  | 18,0 | 41,7 | 27,3 | 90,0 | 3,4 | 1,3 | 0,7 | 0,0 | 5,8 |
| Carriera  | Carriera      | 16 | 0  | 14,9 | 41,9 | 30,4 | 90,0 | 2,8 | 1,1 | 0,6 | 0,0 | 4,9 |

### G League
| Anno      | Squadra          | PG | PT | MP   | TC%  | 3P%  | TL%  | RP  | AP  | PRP | SP  | PP   |
| --------- | ---------------- | -- | -- | ---- | ---- | ---- | ---- | --- | --- | --- | --- | ---- |
| 2023-2024 | Westch. Knicks   | 31 | 13 | 24,8 | 48,7 | 34,2 | 76,2 | 3,8 | 1,5 | 0,7 | 0,5 | 12,3 |
| 2023-2024 | Long Island Nets | 13 | 13 | 20,8 | 44,8 | 7,7  | 76,5 | 3,7 | 1,8 | 0,8 | 0,6 | 9,1  |
| 2024-2025 | Long Island Nets | 11 | 2  | 27,3 | 50,0 | 37,5 | 75,0 | 4,1 | 2,1 | 1,6 | 0,9 | 14,2 |
| 2024-2025 | Del. Blue Coats  | 10 | 10 | 34,9 | 44,6 | 24,6 | 66,7 | 4,1 | 3,1 | 1,6 | 0,1 | 19,5 |
| 2024-2025 | Capital C. Go-Go | 9  | 2  | 20,3 | 41,3 | 18,8 | 72,7 | 3,2 | 1,3 | 0,6 | 0,2 | 7,6  |
| Carriera  | Carriera         | 74 | 40 | 25,3 | 47,0 | 28,6 | 73,6 | 3,8 | 1,9 | 1,0 | 0,5 | 12,4 |